# Shibum
Shibum (fl. XXV secolo a.C.) fu un alto funzionario dell'antica città di Mari in Mesopotamia, il capo del catasto, il secondo nella gerarchia degli alti funzionari, che visse ed operò durante il regno di Ikun-Shamagan a cui dedicò una sua statua..
La statua di Shibum è dedicata alla dea Ninni-Zaza per la vita del re di Mari Ikun-Shamagan.
Shibum vi è rappresentato nel momento che precede l'adorazione, con le mani giunte; braccia lungo il torace e gomiti flessi. Il cranio è rasato; le sopracciglia sono incrostate di steatite originale.
Shibum è raffigurato con una lunga barba a sei ciocche ondulate. A parte il busto nudo; il resto del corpo è coperto dal famoso kaunakès.
La statua di 1,14 m di altezza è stata ricomposta al museo di Damasco da 45 pezzi di gesso trovati nel 1952 nella sala 13 del tempio di Ninni-zaza. b
L'opera originale fa parte del patrimonio del Museo Nazionale di Damasco in Siria.

## note
1. ↑  (EN) museo di Damasco,  https://web.archive.org/web/20191020085403/http://www.aly-abbara.com/voyages_personnels/syrie/Mari/pages/Mari_Shibum.html. URL consultato il 18 ottobre 2019 (archiviato dall'url originale il 20 ottobre 2019).